# Jeanne Weber

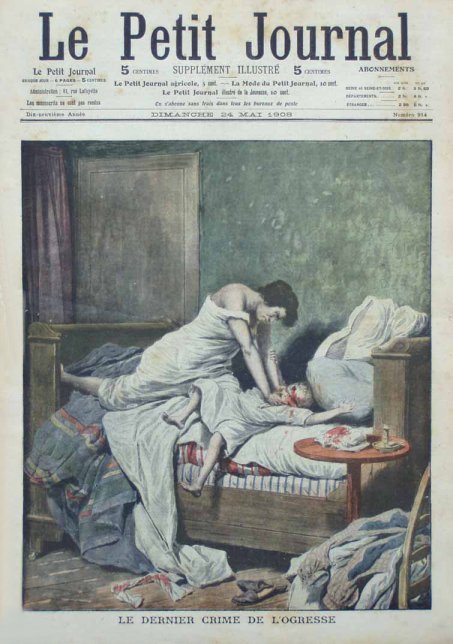
Portada de Le Petite Journal del 24 de mayo de 1908, mostrando el asesinato de un niño.

Jeanne Weber (Keritry, 7 de octubre de 1874 - Mareville, 5 de julio de 1918) fue una asesina en serie francesa, conocida como «la ogresa de La Goutte d'Or». 

## Biografía
Nació en Keritry, localidad costera del norte de Francia, en una familia humilde de pescadores. Cuando contaba con 24 años, se traslada a París y vive en el Passage de la Goutte d'Or n.º 8. Allí conoce al que sería su marido, Marcel Weber, y del que adoptaría su nombre. Mientras que Jeanne ganaba algunos francos como cuidadora de los niños de la vecindad, su marido se los gastaba bebiendo y en el juego. Tuvieron tres hijos de aspecto saludable. 
En 1905, la desgracia parece entrar en la vida de Jeanne cuando dos de sus hijos aparecen muertos. La policía no intuyó nada extraño en estas muertes. Al poco, el 2 de marzo, las hijas de su cuñado, Pierre Weber (Georgette de 18 meses y Suzanne de 3 años) también fallecen en "extrañas" circunstancias. Nadie sospechó de la posible intervención de Jeanne y siguió trabajando como niñera en el barrio de Montparnasse. 
A pesar de ello, la leyenda negra empezaba a rondar por el barrio. Era muy extraño que los niños sufrieran extrañas enfermedades cuando estaban con Jeanne. Ese temor se acrecentó cuando el 25 de marzo del año siguiente Germaine Lèon de apenas 7 meses fallece con unas extrañas marcas en el cuello (como todos los anteriores). Para mayor desgracia de la familia Lèon, el hermano de Germaine (Marcel) también aparece muerto poco después. 
Pero el 5 de abril las cosas se van aclarando gracias a una suerte del destino. Su cuñada le confía la custodia de su hijo pequeño Maurice, de tan solo diez meses de edad mientras ella se tiene que ir a comprar. Cuando vuelve, contempla como su hijo se debate entre la vida y la muerte entre las manos de la estranguladora Jeanne. Gracias a la intervención de los doctores, el bebé se salva y Jeanne es denunciada. El suceso corrió como la espuma y tan solo la intervención policial impide que muriera linchada por el tumulto. 
Weber fue llevada ante el inspector Coiret, que poco a poco fue atando los cabos de las "misteriosas" muertes anteriores. Acusada formalmente de asesinato, esperó en la cárcel durante algunos meses el juicio que la tendría que condenar. 
Pero una serie de hechos cambiaron radicalmente el casi seguro veredicto de culpabilidad. La muerte de su último hijo, la intervención de Weber como aparente madre desconsolada y la magnífica verbigracia del doctor León Thoinot, que atribuyó las muertes de los pequeños a una extraña bronquitis, absolvieron a la acusada.
Sola, abandonada por su marido y con una estela de muerte y calamidad por donde ella pasaba, Weber abandona París y se traslada a Villedieu, en la región de Indre, en el seno de la familia Bavouzet. Pero el 16 de abril de 1907 aparece muerto el hijo de la familia, Auguste Bavouzet, de nueve años. El médico de la localidad vecina de Châteauroux concluyó que había sido estrangulamiento. Esto desató la ira de la población, que empezó a conocer el pasado de Jeanne Weber. Pero las autoridades parisinas piden una segunda autopsia, concluyendo que la muerte del pequeño se había debido a unas extrañas fiebres. Este dictamen libra por segunda vez a Jeanne de la cárcel y de la pena de muerte. 
Sin embargo, diferentes expertos creían que Webber sufría brotes psicóticos. El doctor Georges Bonjeau, presidente de la Sociedad Protectora de los Niños, dio una última oportunidad a la niñera y le ofreció un puesto como enfermera en el orfanato de Orgeville. Pero poco después, fue cogida mientras estrangulaba a un niño. El doctor, avergonzado por el suceso, decide despedirla sin denunciar el hecho. 
Weber regresa a París para trabajar de prostituta. Viviendo en una pensión de mala muerte, estrangula al hijo de la patrona, Marcel Poirot de doce años. Esta vez, el doctor Thoinot no tuvo por menos que reconocer que había sido un asesinato. Weber fue encontrada culpable y trastornada, por lo que fue trasladada a un sanatorio de Mareville, Nueva Caledonia. Falleció en esa misma institución en 1918 estrangulándose a sí misma.